# Gare de Diemeringen
Gare de Diemeringen vasútállomás Franciaországban, Diemeringen településen.

## Vasútvonalak
Az állomást az alábbi vasútvonalak érintik:
- Mommenheim-Sarreguemines-vasútvonal
- Réding-Diemeringen-vasútvonal

## Kapcsolódó állomások
A vasútállomáshoz az alábbi állomások vannak a legközelebb:
- Gare de Vœllerdingen
- Gare de Tieffenbach-Struth